# Torymus ezomatsuanus
Torymus ezomatsuanus is een vliesvleugelig insect uit de familie Torymidae. De wetenschappelijke naam is voor het eerst geldig gepubliceerd in 2004 door Kamijo.